# Långtjärnen (Lövångers socken, Västerbotten, 716610-175467)
Långtjärnen är en sjö i Skellefteå kommun i Västerbotten och ingår i Bureälvens huvudavrinningsområde. Sjön har en area på 0,0543 kvadratkilometer och ligger 91,8 meter över havet. Sjön avvattnas av vattendraget Holmsvattsbäcken.

## Delavrinningsområde
Långtjärnen ingår i det delavrinningsområde (716631-175334) som SMHI kallar för Utloppet av Svarttjärnen. Medelhöjden är 96 meter över havet och ytan är 9,73 kvadratkilometer. Det finns inga avrinningsområden uppströms utan avrinningsområdet är högsta punkten. Holmsvattsbäcken som avvattnar avrinningsområdet har biflödesordning 2, vilket innebär att vattnet flödar genom totalt 2 vattendrag innan det når havet efter 34 kilometer. Avrinningsområdet består mestadels av skog (60 procent), jordbruk (12 procent) och sankmarker (13 procent). Avrinningsområdet har 0,3 kvadratkilometer vattenytor vilket ger det en sjöprocent på 3,1 procent.